# Taglioni (cràter)
Taglioni és un cràter d'impacte en el planeta Venus de 31 km de diàmetre. Porta el nom de Marie Taglioni (1804-1884), ballarina de ballet italiana, i el seu nom va ser aprovat per la Unió Astronòmica Internacional el 1985.